# Андронова, Ирина Фёдоровна
Ирина Фёдоровна Андронова (укр. Ірина Федорівна Андронова; род. 9 февраля 1957, Фрунзе, Крымская область) — украинский деятель культуры. Ректор Крымского университета культуры, искусств и туризма (2001—2010). Заслуженный деятель искусств Украины (2003). Кандидат исторических наук (2005), доктор философии (2006).

## Биография
Родилась 9 февраля 1957 года в селе Фрунзе Сакского района Крымской области. В 1980 году окончила Московский государственный университет культуры.
В 1980 году начала работать в Крымском областном кульпросветучилище в Симферополе. С 1999 по 2001 год — директор, а затем декан крымского факультета Киевского национального университета культуры и искусств, созданного на основе училища. После преобразования факультета в Крымский университет культуры, искусств и туризма Андронова была назначена его ректором, проработав в этой должности до 2010 года.
С 2005 года кандидат исторических наук, с 2006 года — доктор философии. Была членом Комитета по премиям Автономной Республики Крым.
Режиссёр-постановщик концертных программ. Занимается изучением особенности формирования политической культуры на Украине.

## Награды и звания
- Почётная грамота Совета министров Автономной Республики Крым (2000)[3]
- Заслуженный работник культуры Автономной Республики Крым (2000)[4]
- Заслуженный деятель искусств Украины (2003)[1]
- Благодарность Председателя Совета министров Автономной Республики Крым (2005)[5]
- Орден княгини Ольги III степени (2007)[1]
- Премия Автономной Республики Крым за 2009 год[6]

## Работы
- Господарство Криму в 1920-і роки: міфи і реальність // Крим. архів. 2001. № 7;
- Історична роль української інтелігенції у формуванні політичної культури суспільства XIX ст. // Культура народов Причерноморья. 2003. № 39;
- Особливості тендерного виміру політичної культури в Україні. Сф., 2006.